# Alioramus
Vous lisez un « bon article » labellisé en 2022.
Ne doit pas être confondu avec Alioranus.
Genre
Espèces de rang inférieur
- † A. remotus (type) Kurzanov, 1976
- † A. altai Brusatte et al., 2009

Synonymes
- Qianzhousaurus ? Lü et al. 2014

Alioramus (littéralement « d'une autre branche ») est un genre fossile de dinosaures théropodes appartenant à la famille des Tyrannosauridae, ayant vécu durant la fin du Crétacé supérieur (Maastrichtien) dans ce qui est actuellement l'Asie. L'espèce type, Alioramus remotus, est connue à partir d'un crâne partiel et de trois os des pattes arrière récupérés dans la formation de Nemegt en Mongolie, qui a été déposée dans une plaine inondable humide il y a environ 70 millions d'années. Ces restes ont été nommés et décrits ultérieurement par le paléontologue soviétique Sergueï Kourzanov en 1976. Une deuxième espèce, Alioramus altai, connue à partir d'un squelette beaucoup plus complet provenant également de la formation de Nemegt, a été nommée et décrite par Stephen Louis Brusatte et ses collègues en 2009. Ses relations avec d'autres genres de tyrannosauridés n'étaient pas clairement établies au début, certaines preuves soutenant l'hypothèse selon laquelle Alioramus serait étroitement lié au genre contemporain Tarbosaurus. Cependant, la découverte de Qianzhousaurus indique qu'il appartient à une branche distincte des tyrannosauridés, à savoir la tribu des Alioramini.
Comme la grande majorité des théropodes connus, Alioramus était un animal  bipède et ses dents acérées indiquent qu'il était carnivore. Les spécimens connus sont plus petits que d'autres tyrannosauridés tels Tarbosaurus ou le célèbre Tyrannosaurus, mais leur taille adulte est difficile à estimer puisque les deux espèces d’Alioramus ne sont connues que par des restes juvéniles ou subadultes. Le genre Alioramus se distingue des autres tyrannosauridés par une rangée de cinq crêtes osseuses situées le long du haut du museau, un plus grand nombre de dents et un crâne plus abaissé.

## Historique des découvertes

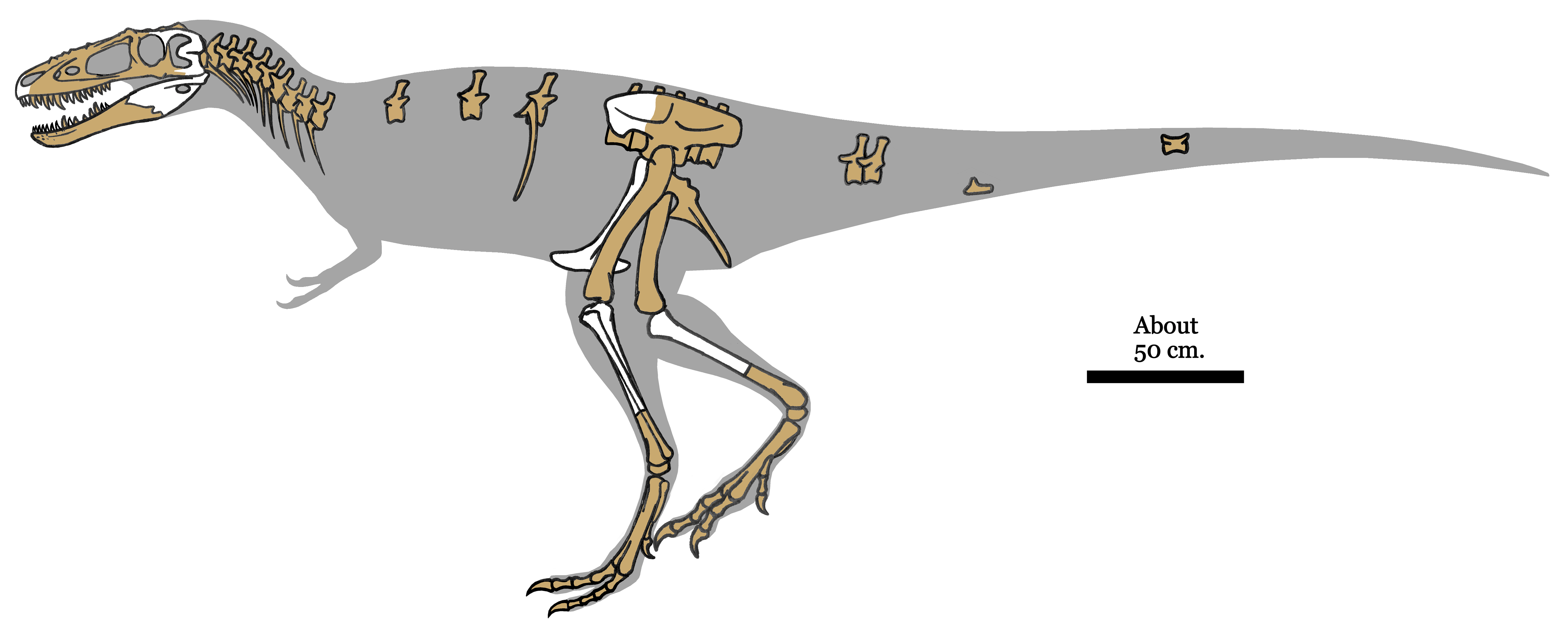
Diagramme squelettique d’Alioramus altai.

L'holotype d’Alioramus remotus (répertorié sous le numéro PIN 3141/1) consiste en un crâne partiel associé à trois métatarses. Une expédition soviéto-mongole dans le désert de Gobi au début des années 1970 trouva ces restes fossiles dans la localité de Nogon-Tsav, dans la province mongole de Bayankhongor, dans la formation de Nemegt. Alioramus a été nommé et décrit par le paléontologue russe Sergei Kurzanov en 1976. Ses crêtes et son profil de crâne bas semblaient si différents des autres Tyrannosauridae que Kurzanov pensait que sa découverte était très éloignée des autres membres de la famille. En conséquence, il lui a donné le nom générique Alioramus, dérivé du latin alius « autre » et ramus « branche », et de l'épithète spécifique remotus, qui signifie « retiré » dans la même langue.
Une deuxième espèce, Alioramus altai, est officiellement décrite en 2009 à partir de restes collectés en 2001 dans la localité de Tsagan Khushu, également de la formation de Nemegt. Cependant, plusieurs différences fauniques peuvent suggérer que les localisations respectives d’A. remotus et d’A. altai diffèrent en âge. L'holotype de cette espèce (catalogué IGM 100/1844), est un squelette partiel qui comprend un crâne très complet, plus que celui d’A. remotus, avec des vertèbres partielles, une ceinture pelvienne et les membres postérieurs. L'épithète spécifique altai fait référence à l'Altaï, massif montagneux s'étendant notamment en Mongolie.

## Description

### Taille

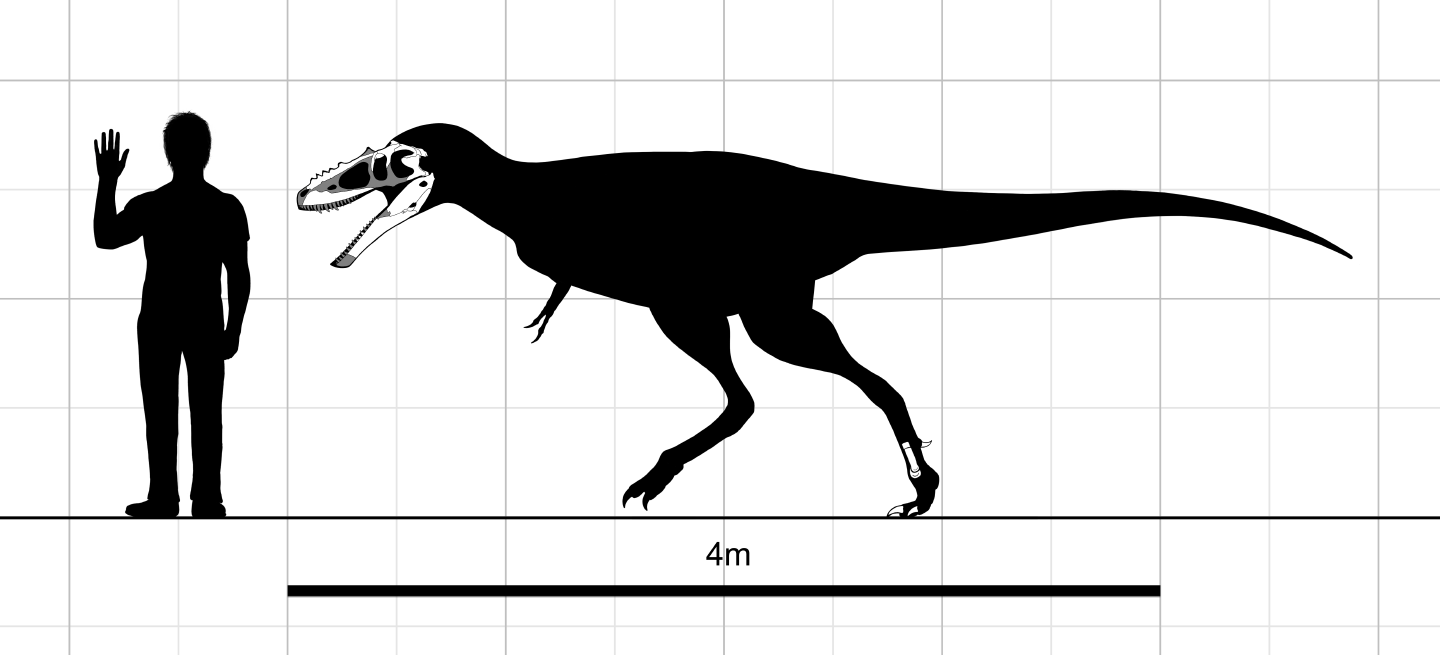
Taille comparée d’A. remotus avec un humain.

La taille d’Alioramus remotus a été estimée entre 5 et 6 mètres de long lorsqu'il a été décrit à l'origine par Sergei Kurzanov en 1976. En 1988, le paléontologue américain Gregory Scott Paul lui donne une longueur similaire de 6 m pour un poids de 700 kg. En 2016, Molina-Pérez et Larramendi ont estimé A. remotus à 5,5 m de long pour un poids de 500 kg, et A. altai à 5 m de long pour 385 kg. Kurzanov, cependant, n'a pas corrigé l'allongement du crâne par déformation lors de la fossilisation, ce qui peut indiquer une longueur totale du corps plus courte pour cet individu. Si ce spécimen est un juvénile, alors un Alioramus adulte aurait atteint de plus grandes longueurs, mais aucun spécimen adulte confirmé n'est actuellement connu.

### Crâne
Le crâne d’Alioramus remotus mesurerait environ 45 cm de long. En général, il est long et bas, une forme typique des tyrannosauroïdes plus basaux et des juvéniles de tyrannosauridés plus grands. Les os prémaxillaires à l'extrémité du museau chez Alioramus remotus n'ont pas été trouvés, mais ces derniers seraient plus hauts que larges chez tous les tyrannosauroïdes pour lesquels ils sont connus. Les os nasaux sont fusionnés et ornés d'une rangée de cinq crêtes osseuses irrégulières qui dépassent vers le haut à partir de la ligne médiane, où les os nasaux sont suturés ensemble. Ces crêtes mesurent toutes plus de 1 cm de hauteur,.
À l'arrière du crâne se trouve une saillie, appelée « crête nucale », issue des os pariétaux fusionnés, caractéristique commune à tous les tyrannosauridés. Chez Alioramus, la crête nucale est fortement épaissie, comme chez Tarbosaurus et Tyrannosaurus. Comme le reste du crâne, la mâchoire inférieure d’Alioramus est longue et mince, une autre caractéristique provenant possiblement d'un juvénile. Comme chez Tarbosaurus, il y a une crête sur la surface externe de l'os angulaire de la mâchoire inférieure articulée avec l'arrière de l'os dentaire, verrouillant les deux os ensemble et supprimant une grande partie de la flexibilité observée chez les autres tyrannosauridés. D'autres tyrannosauridés ont quatre dents sur les prémaxillaires, en forme de « D » en coupe transversale de chaque côté. Incluant 16 ou 17 dents dans chaque maxillaire et 18 dans chaque dentaire, Alioramus aurait au total 76 ou 78 dents, plus que tout autre tyrannosauridé connu. Le neurocrâne d’Alioramus altai est un intermédiaire entre les conditions basales des théropodes et du clade des Avialae,.

### Squelette postcrânien
Le reste du squelette d’Alioramus remotus est totalement inconnu à l'exception de trois métatarses (os du haut du pied), mais la découverte d’Alioramus altai, qui est connue par des restes sensiblement plus complets, a permis de mieux comprendre l'anatomie du genre,.

## Classification

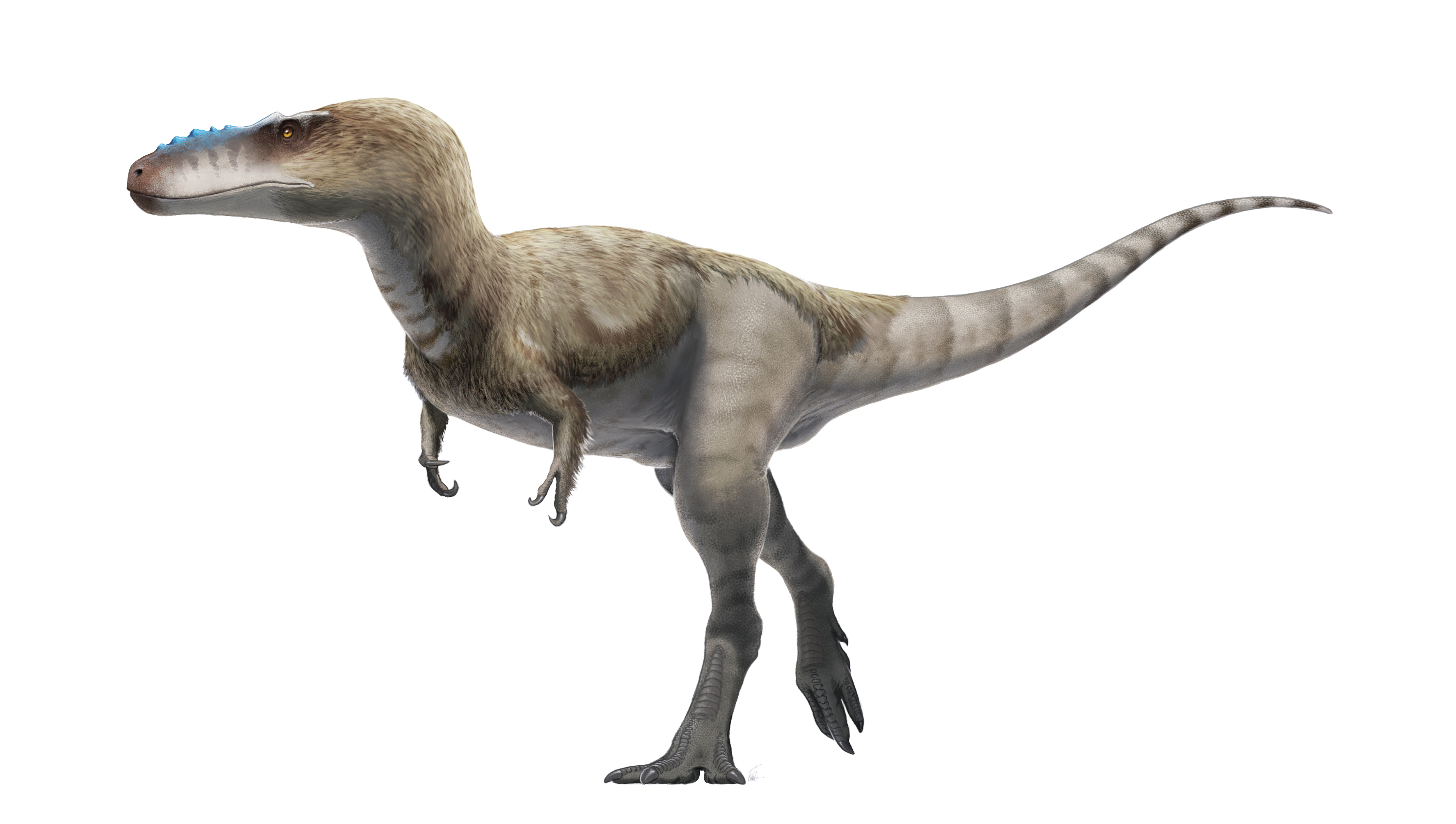
Reconstitution hypothétique d’Alioramus remotus.

Les paléontologues ont longtemps classé Alioramus dans la super-famille des Tyrannosauroidea, mais comme ses restes ont été pendant de nombreuses années mal connus, les classifications plus précises étaient restées incertaines jusqu'à la découverte d’Alioramus altai. Une analyse cladistique publiée en 2003 a révélé qu’Alioramus pouvait être davantage classé dans la famille des Tyrannosauridae et au sein de la sous-famille des Tyrannosaurinae, aux côtés de genres Tyrannosaurus, Tarbosaurus et Daspletosaurus. Une étude de 2004 a soutenu ce résultat mais a suggéré qu'il était tout aussi probable qu’Alioramus appartienne entièrement à l'extérieur de la famille des Tyrannosauridae, ses supposés caractères juvéniles reflétant en fait une position plus basale au sein des Tyrannosauroidea. Une autre étude a complètement omis Alioramus en raison de la nature fragmentaire du seul spécimen connu à l'époque. La description officielle d’Alioramus altai en 2009 a confirmé le placement du genre dans les Tyrannosaurinae.
Tarbosaurus et Alioramus partagent plusieurs caractéristiques du crâne, y compris un mécanisme de verrouillage dans la mâchoire inférieure entre les os dentaires et angulaires, et tous deux n'ont pas la pointe des os nasaux qui se connecte aux os lacrymaux chez tous les autres tyrannosauridés à l'exception des individus adultes du genre Daspletosaurus. Les deux genres peuvent être étroitement liés, représentant une branche asiatique des Tyrannosauridae,. Certains spécimens de Tarbosaurus ont une rangée de bosses sur les os nasaux comme ceux d’Alioramus, bien que beaucoup plus basses. La forme longue et basse du seul crâne connu d’Alioramus remotus indiquerait qu'il aurait été immature lorsqu'il est mort et pourrait même avoir été un Tarbosaurus juvénile, qui vivait au même moment et au même endroit. Les crêtes nasales plus proéminentes et le nombre de dents beaucoup plus élevé d’Alioramus suggèrent cependant qu'il s'agit d'un taxon distinct, même s'il n'est connu que des restes n'appartenant pas à des adultes, confirmé par la découverte d’Alioramus altai. Les spécimens identifiés comme des juvéniles de Tarbosaurus ont le même nombre de dents que les adultes,.
La description de Qianzhousaurus en 2014 a érigé une nouvelle branche de la famille des Tyrannosauridae nommée Alioramini, composée de Q. sinensis et des deux espèces connues d’Alioramus. Ce clade avait un placement incertain par rapport aux autres membres de la branche des tyrannosauridés dans l'analyse initiale qui l'a découvert. L'analyse phylogénétique primaire a révélé que les Alioramini seraient plus proches de Tyrannosaurus qu’Albertosaurus, et donc un membre du groupe de la sous-famille des Tyrannosaurinae. Cependant, une deuxième analyse dans le même article a révélé qu'il serait situé en dehors du clade comprenant les Albertosaurinae et les Tyrannosaurinae, et donc en tant que groupe frère des Tyrannosauridae. Actuellement, la grande majorité des études publiées après 2014 reconnaissent qu’Alioramus est bel et bien un tyrannosauridé, mais une étude publiée en 2017 mentionne que le genre Qianzhousaurus peut être un possible synonyme junior de ce dernier, remettant donc en question la validité du taxon Alioramini.
Ci-dessous, la phylogénie des genres de tyrannosauridés d'après l'étude publié par Brusatte & Carr (2016) :
|  | Albertosaurus |
|  |               |
|  | Gorgosaurus   |
|  |               |

| Alioramini | \| \| Alioramus \| \| \| \| \| \| Qianzhousaurus \| \| \| \| |
|            | \| \| Alioramus \| \| \| \| \| \| Qianzhousaurus \| \| \| \| |
|            | Alioramus                                                    |
|            |                                                              |
|            | Qianzhousaurus                                               |
|            |                                                              |

|  | Alioramus      |
|  |                |
|  | Qianzhousaurus |
|  |                |

|  | Nanuqsaurus   |
|  |               |
|  | Teratophoneus |
|  |               |

|  | Zhuchengtyrannus                                              |
|  |                                                               |
|  | \| \| Tarbosaurus \| \| \| \| \| \| Tyrannosaurus \| \| \| \| |
|  |                                                               |
|  | Tarbosaurus                                                   |
|  |                                                               |
|  | Tyrannosaurus                                                 |
|  |                                                               |

|  | Tarbosaurus   |
|  |               |
|  | Tyrannosaurus |
|  |               |

|  | Zhuchengtyrannus                                              |
|  |                                                               |
|  | \| \| Tarbosaurus \| \| \| \| \| \| Tyrannosaurus \| \| \| \| |
|  |                                                               |
|  | Tarbosaurus                                                   |
|  |                                                               |
|  | Tyrannosaurus                                                 |
|  |                                                               |

|  | Tarbosaurus   |
|  |               |
|  | Tyrannosaurus |
|  |               |

|  | Zhuchengtyrannus                                              |
|  |                                                               |
|  | \| \| Tarbosaurus \| \| \| \| \| \| Tyrannosaurus \| \| \| \| |
|  |                                                               |
|  | Tarbosaurus                                                   |
|  |                                                               |
|  | Tyrannosaurus                                                 |
|  |                                                               |

|  | Tarbosaurus   |
|  |               |
|  | Tyrannosaurus |
|  |               |

|  | Zhuchengtyrannus                                              |
|  |                                                               |
|  | \| \| Tarbosaurus \| \| \| \| \| \| Tyrannosaurus \| \| \| \| |
|  |                                                               |
|  | Tarbosaurus                                                   |
|  |                                                               |
|  | Tyrannosaurus                                                 |
|  |                                                               |

|  | Tarbosaurus   |
|  |               |
|  | Tyrannosaurus |
|  |               |

|  | Nanuqsaurus   |
|  |               |
|  | Teratophoneus |
|  |               |

|  | Zhuchengtyrannus                                              |
|  |                                                               |
|  | \| \| Tarbosaurus \| \| \| \| \| \| Tyrannosaurus \| \| \| \| |
|  |                                                               |
|  | Tarbosaurus                                                   |
|  |                                                               |
|  | Tyrannosaurus                                                 |
|  |                                                               |

|  | Tarbosaurus   |
|  |               |
|  | Tyrannosaurus |
|  |               |

|  | Zhuchengtyrannus                                              |
|  |                                                               |
|  | \| \| Tarbosaurus \| \| \| \| \| \| Tyrannosaurus \| \| \| \| |
|  |                                                               |
|  | Tarbosaurus                                                   |
|  |                                                               |
|  | Tyrannosaurus                                                 |
|  |                                                               |

|  | Tarbosaurus   |
|  |               |
|  | Tyrannosaurus |
|  |               |

|  | Zhuchengtyrannus                                              |
|  |                                                               |
|  | \| \| Tarbosaurus \| \| \| \| \| \| Tyrannosaurus \| \| \| \| |
|  |                                                               |
|  | Tarbosaurus                                                   |
|  |                                                               |
|  | Tyrannosaurus                                                 |
|  |                                                               |

|  | Tarbosaurus   |
|  |               |
|  | Tyrannosaurus |
|  |               |

|  | Zhuchengtyrannus                                              |
|  |                                                               |
|  | \| \| Tarbosaurus \| \| \| \| \| \| Tyrannosaurus \| \| \| \| |
|  |                                                               |
|  | Tarbosaurus                                                   |
|  |                                                               |
|  | Tyrannosaurus                                                 |
|  |                                                               |

|  | Tarbosaurus   |
|  |               |
|  | Tyrannosaurus |
|  |               |

| Alioramini | \| \| Alioramus \| \| \| \| \| \| Qianzhousaurus \| \| \| \| |
|            | \| \| Alioramus \| \| \| \| \| \| Qianzhousaurus \| \| \| \| |
|            | Alioramus                                                    |
|            |                                                              |
|            | Qianzhousaurus                                               |
|            |                                                              |

|  | Alioramus      |
|  |                |
|  | Qianzhousaurus |
|  |                |

|  | Nanuqsaurus   |
|  |               |
|  | Teratophoneus |
|  |               |

|  | Zhuchengtyrannus                                              |
|  |                                                               |
|  | \| \| Tarbosaurus \| \| \| \| \| \| Tyrannosaurus \| \| \| \| |
|  |                                                               |
|  | Tarbosaurus                                                   |
|  |                                                               |
|  | Tyrannosaurus                                                 |
|  |                                                               |

|  | Tarbosaurus   |
|  |               |
|  | Tyrannosaurus |
|  |               |

|  | Zhuchengtyrannus                                              |
|  |                                                               |
|  | \| \| Tarbosaurus \| \| \| \| \| \| Tyrannosaurus \| \| \| \| |
|  |                                                               |
|  | Tarbosaurus                                                   |
|  |                                                               |
|  | Tyrannosaurus                                                 |
|  |                                                               |

|  | Tarbosaurus   |
|  |               |
|  | Tyrannosaurus |
|  |               |

|  | Zhuchengtyrannus                                              |
|  |                                                               |
|  | \| \| Tarbosaurus \| \| \| \| \| \| Tyrannosaurus \| \| \| \| |
|  |                                                               |
|  | Tarbosaurus                                                   |
|  |                                                               |
|  | Tyrannosaurus                                                 |
|  |                                                               |

|  | Tarbosaurus   |
|  |               |
|  | Tyrannosaurus |
|  |               |

|  | Zhuchengtyrannus                                              |
|  |                                                               |
|  | \| \| Tarbosaurus \| \| \| \| \| \| Tyrannosaurus \| \| \| \| |
|  |                                                               |
|  | Tarbosaurus                                                   |
|  |                                                               |
|  | Tyrannosaurus                                                 |
|  |                                                               |

|  | Tarbosaurus   |
|  |               |
|  | Tyrannosaurus |
|  |               |

|  | Nanuqsaurus   |
|  |               |
|  | Teratophoneus |
|  |               |

|  | Zhuchengtyrannus                                              |
|  |                                                               |
|  | \| \| Tarbosaurus \| \| \| \| \| \| Tyrannosaurus \| \| \| \| |
|  |                                                               |
|  | Tarbosaurus                                                   |
|  |                                                               |
|  | Tyrannosaurus                                                 |
|  |                                                               |

|  | Tarbosaurus   |
|  |               |
|  | Tyrannosaurus |
|  |               |

|  | Zhuchengtyrannus                                              |
|  |                                                               |
|  | \| \| Tarbosaurus \| \| \| \| \| \| Tyrannosaurus \| \| \| \| |
|  |                                                               |
|  | Tarbosaurus                                                   |
|  |                                                               |
|  | Tyrannosaurus                                                 |
|  |                                                               |

|  | Tarbosaurus   |
|  |               |
|  | Tyrannosaurus |
|  |               |

|  | Zhuchengtyrannus                                              |
|  |                                                               |
|  | \| \| Tarbosaurus \| \| \| \| \| \| Tyrannosaurus \| \| \| \| |
|  |                                                               |
|  | Tarbosaurus                                                   |
|  |                                                               |
|  | Tyrannosaurus                                                 |
|  |                                                               |

|  | Tarbosaurus   |
|  |               |
|  | Tyrannosaurus |
|  |               |

|  | Zhuchengtyrannus                                              |
|  |                                                               |
|  | \| \| Tarbosaurus \| \| \| \| \| \| Tyrannosaurus \| \| \| \| |
|  |                                                               |
|  | Tarbosaurus                                                   |
|  |                                                               |
|  | Tyrannosaurus                                                 |
|  |                                                               |

|  | Tarbosaurus   |
|  |               |
|  | Tyrannosaurus |
|  |               |

|  | Albertosaurus |
|  |               |
|  | Gorgosaurus   |
|  |               |

| Alioramini | \| \| Alioramus \| \| \| \| \| \| Qianzhousaurus \| \| \| \| |
|            | \| \| Alioramus \| \| \| \| \| \| Qianzhousaurus \| \| \| \| |
|            | Alioramus                                                    |
|            |                                                              |
|            | Qianzhousaurus                                               |
|            |                                                              |

|  | Alioramus      |
|  |                |
|  | Qianzhousaurus |
|  |                |

|  | Nanuqsaurus   |
|  |               |
|  | Teratophoneus |
|  |               |

|  | Zhuchengtyrannus                                              |
|  |                                                               |
|  | \| \| Tarbosaurus \| \| \| \| \| \| Tyrannosaurus \| \| \| \| |
|  |                                                               |
|  | Tarbosaurus                                                   |
|  |                                                               |
|  | Tyrannosaurus                                                 |
|  |                                                               |

|  | Tarbosaurus   |
|  |               |
|  | Tyrannosaurus |
|  |               |

|  | Zhuchengtyrannus                                              |
|  |                                                               |
|  | \| \| Tarbosaurus \| \| \| \| \| \| Tyrannosaurus \| \| \| \| |
|  |                                                               |
|  | Tarbosaurus                                                   |
|  |                                                               |
|  | Tyrannosaurus                                                 |
|  |                                                               |

|  | Tarbosaurus   |
|  |               |
|  | Tyrannosaurus |
|  |               |

|  | Zhuchengtyrannus                                              |
|  |                                                               |
|  | \| \| Tarbosaurus \| \| \| \| \| \| Tyrannosaurus \| \| \| \| |
|  |                                                               |
|  | Tarbosaurus                                                   |
|  |                                                               |
|  | Tyrannosaurus                                                 |
|  |                                                               |

|  | Tarbosaurus   |
|  |               |
|  | Tyrannosaurus |
|  |               |

|  | Zhuchengtyrannus                                              |
|  |                                                               |
|  | \| \| Tarbosaurus \| \| \| \| \| \| Tyrannosaurus \| \| \| \| |
|  |                                                               |
|  | Tarbosaurus                                                   |
|  |                                                               |
|  | Tyrannosaurus                                                 |
|  |                                                               |

|  | Tarbosaurus   |
|  |               |
|  | Tyrannosaurus |
|  |               |

|  | Nanuqsaurus   |
|  |               |
|  | Teratophoneus |
|  |               |

|  | Zhuchengtyrannus                                              |
|  |                                                               |
|  | \| \| Tarbosaurus \| \| \| \| \| \| Tyrannosaurus \| \| \| \| |
|  |                                                               |
|  | Tarbosaurus                                                   |
|  |                                                               |
|  | Tyrannosaurus                                                 |
|  |                                                               |

|  | Tarbosaurus   |
|  |               |
|  | Tyrannosaurus |
|  |               |

|  | Zhuchengtyrannus                                              |
|  |                                                               |
|  | \| \| Tarbosaurus \| \| \| \| \| \| Tyrannosaurus \| \| \| \| |
|  |                                                               |
|  | Tarbosaurus                                                   |
|  |                                                               |
|  | Tyrannosaurus                                                 |
|  |                                                               |

|  | Tarbosaurus   |
|  |               |
|  | Tyrannosaurus |
|  |               |

|  | Zhuchengtyrannus                                              |
|  |                                                               |
|  | \| \| Tarbosaurus \| \| \| \| \| \| Tyrannosaurus \| \| \| \| |
|  |                                                               |
|  | Tarbosaurus                                                   |
|  |                                                               |
|  | Tyrannosaurus                                                 |
|  |                                                               |

|  | Tarbosaurus   |
|  |               |
|  | Tyrannosaurus |
|  |               |

|  | Zhuchengtyrannus                                              |
|  |                                                               |
|  | \| \| Tarbosaurus \| \| \| \| \| \| Tyrannosaurus \| \| \| \| |
|  |                                                               |
|  | Tarbosaurus                                                   |
|  |                                                               |
|  | Tyrannosaurus                                                 |
|  |                                                               |

|  | Tarbosaurus   |
|  |               |
|  | Tyrannosaurus |
|  |               |

| Alioramini | \| \| Alioramus \| \| \| \| \| \| Qianzhousaurus \| \| \| \| |
|            | \| \| Alioramus \| \| \| \| \| \| Qianzhousaurus \| \| \| \| |
|            | Alioramus                                                    |
|            |                                                              |
|            | Qianzhousaurus                                               |
|            |                                                              |

|  | Alioramus      |
|  |                |
|  | Qianzhousaurus |
|  |                |

|  | Nanuqsaurus   |
|  |               |
|  | Teratophoneus |
|  |               |

|  | Zhuchengtyrannus                                              |
|  |                                                               |
|  | \| \| Tarbosaurus \| \| \| \| \| \| Tyrannosaurus \| \| \| \| |
|  |                                                               |
|  | Tarbosaurus                                                   |
|  |                                                               |
|  | Tyrannosaurus                                                 |
|  |                                                               |

|  | Tarbosaurus   |
|  |               |
|  | Tyrannosaurus |
|  |               |

|  | Zhuchengtyrannus                                              |
|  |                                                               |
|  | \| \| Tarbosaurus \| \| \| \| \| \| Tyrannosaurus \| \| \| \| |
|  |                                                               |
|  | Tarbosaurus                                                   |
|  |                                                               |
|  | Tyrannosaurus                                                 |
|  |                                                               |

|  | Tarbosaurus   |
|  |               |
|  | Tyrannosaurus |
|  |               |

|  | Zhuchengtyrannus                                              |
|  |                                                               |
|  | \| \| Tarbosaurus \| \| \| \| \| \| Tyrannosaurus \| \| \| \| |
|  |                                                               |
|  | Tarbosaurus                                                   |
|  |                                                               |
|  | Tyrannosaurus                                                 |
|  |                                                               |

|  | Tarbosaurus   |
|  |               |
|  | Tyrannosaurus |
|  |               |

|  | Zhuchengtyrannus                                              |
|  |                                                               |
|  | \| \| Tarbosaurus \| \| \| \| \| \| Tyrannosaurus \| \| \| \| |
|  |                                                               |
|  | Tarbosaurus                                                   |
|  |                                                               |
|  | Tyrannosaurus                                                 |
|  |                                                               |

|  | Tarbosaurus   |
|  |               |
|  | Tyrannosaurus |
|  |               |

|  | Nanuqsaurus   |
|  |               |
|  | Teratophoneus |
|  |               |

|  | Zhuchengtyrannus                                              |
|  |                                                               |
|  | \| \| Tarbosaurus \| \| \| \| \| \| Tyrannosaurus \| \| \| \| |
|  |                                                               |
|  | Tarbosaurus                                                   |
|  |                                                               |
|  | Tyrannosaurus                                                 |
|  |                                                               |

|  | Tarbosaurus   |
|  |               |
|  | Tyrannosaurus |
|  |               |

|  | Zhuchengtyrannus                                              |
|  |                                                               |
|  | \| \| Tarbosaurus \| \| \| \| \| \| Tyrannosaurus \| \| \| \| |
|  |                                                               |
|  | Tarbosaurus                                                   |
|  |                                                               |
|  | Tyrannosaurus                                                 |
|  |                                                               |

|  | Tarbosaurus   |
|  |               |
|  | Tyrannosaurus |
|  |               |

|  | Zhuchengtyrannus                                              |
|  |                                                               |
|  | \| \| Tarbosaurus \| \| \| \| \| \| Tyrannosaurus \| \| \| \| |
|  |                                                               |
|  | Tarbosaurus                                                   |
|  |                                                               |
|  | Tyrannosaurus                                                 |
|  |                                                               |

|  | Tarbosaurus   |
|  |               |
|  | Tyrannosaurus |
|  |               |

|  | Zhuchengtyrannus                                              |
|  |                                                               |
|  | \| \| Tarbosaurus \| \| \| \| \| \| Tyrannosaurus \| \| \| \| |
|  |                                                               |
|  | Tarbosaurus                                                   |
|  |                                                               |
|  | Tyrannosaurus                                                 |
|  |                                                               |

|  | Tarbosaurus   |
|  |               |
|  | Tyrannosaurus |
|  |               |

## Paléobiologie

### Alimentation

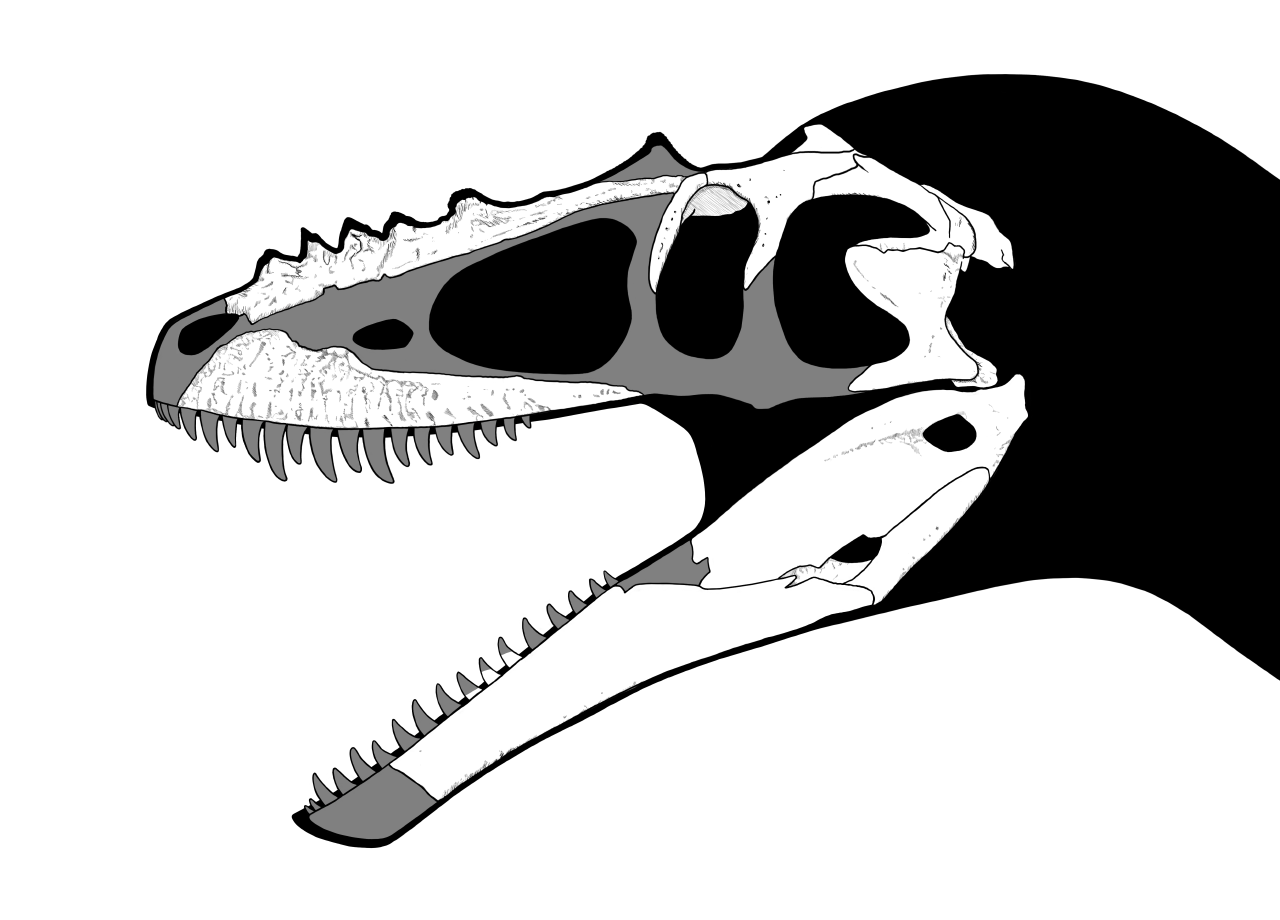
Diagramme du crâne d’Alioramus remotus, les parties connues sont montrés en blanc.

L'étude publié par Brusatte et al. en 2009 indique qu’Alioramus n'avait pas de nombreux traits de crâne robustes et brutaux (tels qu'un maxillaire profond, des mâchoires inférieures robustes ou des dents en forme de cheville) qui sont nécessaires pour utiliser une caractéristique d'alimentation « à traction par perforation » des grands tyrannosauridés. Les chercheurs ont suggéré qu’Alioramus avait peut-être exploité un style d'alimentation différent, comme se concentrer sur des proies de petite taille. Cela suggérerait également qu’Alioramus et Tarbosaurus — dont les restes ont également été collectés dans la localité de Tsagan Khushu, ce qui les rend sympatriques — ont utilisé des stratégies d'alimentation différentes, évitant la concurrence.
L'étude publiée par Foster et al. en 2022 émet l'hypothèse qu'en raison de leur silhouette mince et gracile, les représentants des Alioramini étaient peut-être des chasseurs de petites proies particulièrement rapides et agiles, ce qui aurait permis à ces derniers d'éviter la concurrence avec des grands tyrannosauridés spécialisés dans la mise à mort d'animaux plus gros. Les museaux longs et délicats des Alioramini comme Alioramus et Qianzhousaurus peuvent également les avoir empêchés de tuer les mêmes espèces de proies que les juvéniles et adultes de tyrannosauridés comme Tarbosaurus chassaient, bien que ces plus grands tyrannosaures eux-mêmes aient pu chasser les Alioramini comme proies à l'occasion. Les Alioramini peuvent également avoir eu une stratégie d'alimentation différente de celle des autres tyrannosauridés, car leurs mâchoires semblent avoir été plus faibles que celles des genres plus grands, et même les juvéniles d'espèces plus grandes ont des forces de morsure proportionnellement plus élevées que les Alioramini de taille équivalente. De plus, les Alioramini sont apparemment restés confinés en Asie, ce qui suggère qu'un facteur les a empêchés de coloniser les gisements fossiles les mieux échantillonnés d'Amérique du Nord. Cela reste énigmatique en attendant la découverte d'autres fossiles ou preuves.

### Ontogénie

Comparaison de taille de trois espèces connues des Alioramini (les deux espèces du genre Alioramus figurant en jaune).

Les analyses histologiques effectuées sur l'holotype d’Alioramus altai par Brusatte et ses collègues en 2009 ont déterminé que l'individu avait une structure osseuse interne correspondant à un Tyrannosaurus de neuf ans et en croissance active. L'équipe a cependant noté que sur le plan de la taille corporelle, cet individu est plus proche d'un Albertosaurus ou d'un Gorgosaurus de sept ou huit ans, et d'un Daspletosaurus ou d'un Tyrannosaurus de cinq à six ans, ce qui peut suggérer qu’Alioramus aurait atteint une taille adulte comparativement plus petite. Enfin, Brusatte et son équipe se sont opposés à ce que la forme du crâne et l'ornementation crânienne d’Alioramus soient des traits de juvéniles, étant donné que IGM 100/1844 est plus petit et plus mince que des Tyrannosaurus d'âge comparable et a un museau plus long que tout juvénile connu de grands tyrannosauridés tels Albertosaurus ou Tarbosaurus ; et plusieurs séries ontogéniques bien documentées d'autres dinosaures prouvent que l'ornementation augmente tout au long de la croissance. Cette dernière caractéristique peut suggérer que les Alioramus adultes possédaient une ornementation crânienne assez élaborée.
Les examens de Qianzhousaurus et ses comparaisons avec les deux espèces d’Alioramus publiées en 2022 suggèrent que les deux espèces d’Alioramus sont connues à partir de spécimens juvéniles à différents stades de croissance, et que Qianzhousaurus représente un exemple adulte des Alioramini. Les examens suggèrent également que la variation observée entre les différentes espèces est cohérente avec les tendances de croissance observées dans d'autres genres de tyrannosauridés, bien que des spécimens qui pourraient constituer une série de croissance complète du juvénile à l'adulte pour chaque espèce n'aient été récupérés pour aucun de ces tyrannosaures. Il a été découvert qu'une partie de la série de croissance de tous les spécimens de cette étude restait unique aux tyrannosauridés du groupe des Alioramini ; le processus rugueux du jugal commence petit et conique au début de la vie, mais devient massif et indistinct à mesure que les animaux grandissent. Cette même étude suggère également que les Alioramini n'ont pas subi de métamorphose secondaire de juvéniles élancés en adultes robustes comme d'autres tyrannosaures tels que Tarbosaurus et Tyrannosaurus, mais ont conservé une physiologie unique mieux adaptée à la poursuite de petites proies rapides.

## Paléoenvironnement

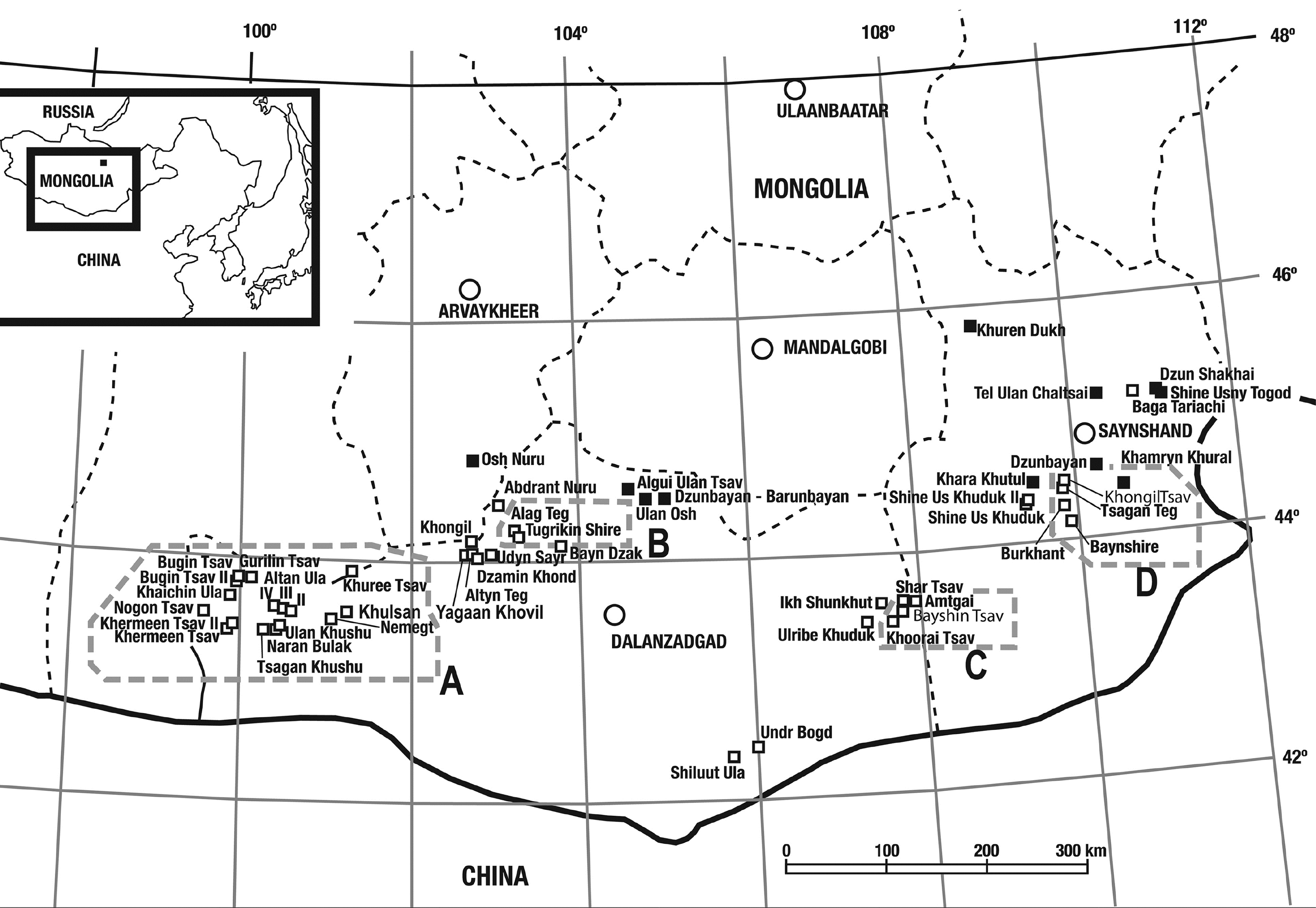
Localités fossiles de dinosaures datant du Crétacé de Mongolie ; Alioramus a été collecté dans la zone A (à gauche).

Les lits de Nogon-Tsav sont considérés comme étant du même âge que la formation de Nemegt. Cette formation géologique n'a jamais été datée radiométriquement, mais la faune présente dans les archives fossiles indique qu'elle s'est probablement déposée au Maastrichtien, soit lors de la fin du Crétacé supérieur.

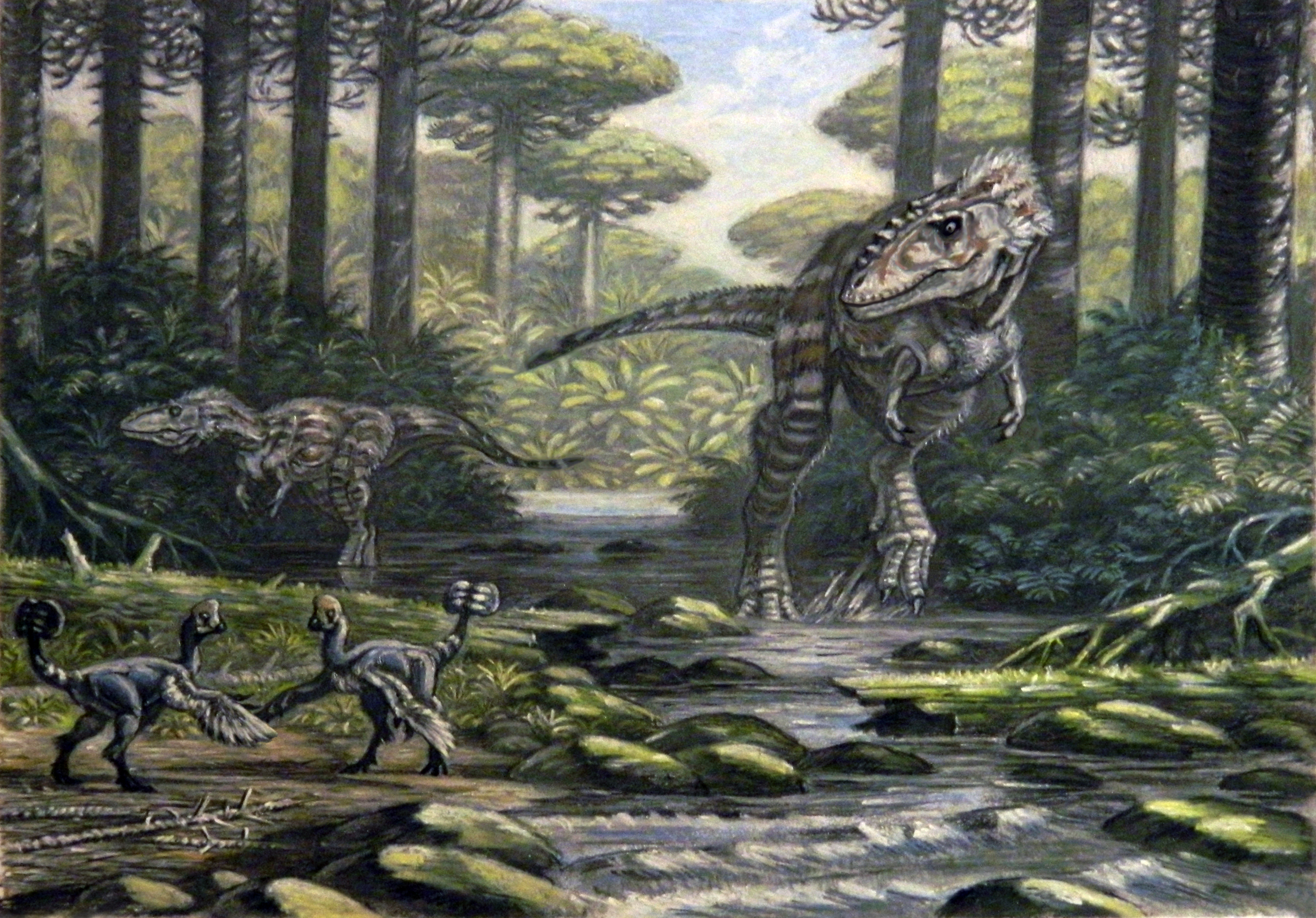
Reconstitution de deux Alioramus dans les éoenvironnements de la formation de Nemegt.

L'étage du Maastrichtien en Mongolie, tel qu'il est préservé dans la formation de Nemegt et à Nogon-Tsav, était caractérisé par un climat plus humide par rapport à l'environnement semi-aride préservé dans les formations antérieures sous-jacentes de Barun Goyot et Djadokhta. Les sédiments de Nemegt préservent les plaines inondables, les grands canaux fluviaux et les dépôts de sol (en), mais les dépôts de caliches indiquent des sécheresses périodiques. Cet environnement a soutenu une faune de dinosaures plus diversifiée et généralement plus grande qu'auparavant. Kurzanov a rapporté que d'autres théropodes, dont Tarbosaurus, les ornithomimosaures et les thérizinosaures ont été découverts dans la même localité, mais ces restes n'ont jamais été rapportés en détails. Si la faune de Nogon Tsav était similaire à celle de la formation de Nemegt, des théropodes troodontidés, ainsi que des pachycéphalosaures, des ankylosauridés et des hadrosaures auraient également été présents. Les sauropodes titanosauriens étaient également des proies potentielles pour les prédateurs du Nemegt.